# Mike Hauschild
Pour les articles homonymes, voir Hauschild.
Mike Hauschild (né le 22 janvier 1990 à Dayton, Ohio, États-Unis) est un lanceur droitier qui a joué dans la Ligue majeure de baseball pour les Rangers du Texas et les Blue Jays de Toronto entre 2017 et 2018.

## Carrière
Joueur des Flyers de l'université de Dayton, Mike Hauschild est repêché par les Astros de Houston au 33e tour de sélection en 2012. Après 5 saisons de ligues mineures avec des clubs affiliés aux Astros sans atteindre les majeures, Hauschild est réclamé par les Rangers du Texas au repêchage de la règle 5 tenu le 8 décembre 2016.
Hauschild fait ses débuts dans le baseball majeur le 8 avril 2017 comme lanceur de relève des Rangers du Texas face aux Athletics d'Oakland.